# Fornöstslaviska
Fornöstslaviska var ett språk, som användes på 900-1400-talet av östslaverna i Kievriket och dess efterföljande stater (till exempel Ukraina, Belarus och Ryssland), som uppstod efter Kievs sammanbrott. Det var föregångaren till de östslaviska språken och kan i sitt äldsta skede betraktas som en variant av samslaviska. Ett av dessa språk var administrativt språk i storfurstendömet Litauen och kallas i detta sammanhang ibland för kanslirutenska. 

## Utbredning
Dialekter av språket talades i det område som grovt omfattar det nuvarande Belarus, europeiska Ryssland och Ukraina och flera av de östliga vojvodskapen i Polen.

## Övrigt
Bland kända texter på språket kan bland annat Igorkvädet och Nestorskrönikan nämnas. Språket har ofta oegentligt kallats 'fornryska'.